# Вуосаари (станция метро)
«Вуосаари» (фин.  Vuosaari, швед.  Nordsjö) — самая восточная станция метрополитена Хельсинки. Одна из конечных станций наряду со станциями «Меллунмяки» и «Кивенлахти». Территориально находится в центральной части крупного жилого района Вуосаари в Восточном Хельсинки.
Эксплуатируется с 31 августа 1998 года. Спроектирована архитектурным бюро Esa Piironen Oy. Станция наружного типа. Пассажиропоток в сутки (рабочие будни) в среднем равен 14 тыс. человек. Имеет одну платформу, два пути. Станция имеет два выхода — западный и восточный. Оба выхода оснащены эскалаторами и лифтами. Западная сторона — выход к мосту Уллаппасилта и Спортивному комплексу Вуосаари. С восточной стороны выходит к торговому центру «Колумбус» (Columbus), центру социальных услуг «Альбатрос», высотному жилому зданию «Циррус» (Cirrus), культурному центру «Вуотало», а также к платформам отправления рейсовых автобусов местного следования 78, 90, 96, 98, 98A, P6, P7.
В 2011 году для сооружения гейта с железной дорогой один из путей за станцией был продлён на северо-восток на 1,4 километра до территории порта Вуосаари.
- Вид на платформу
- Состав M100 на станции